# Sadovi (Abinsk, Krasnodar)
Sadovi (del ruso: Садовый) es un jútor del raión de Abinsk del krai de Krasnodar en el sur de Rusia. Está situado en la orilla izquierda del canal Áushedz del río Kubán, 24 km al norte de Abinsk y 62 km al suroeste de Krasnodar, la capital del krai. Tenía 55 habitantes en 2010
Pertenece al municipio Varnavinskoye.